# Breath 吐息は茜色
『Breath 吐息は茜色』（ブレス といきはあかねいろ）は、サクセスが2008年6月12日に発売したニンテンドーDS用ソフト。キャラクターデザインは、早瀬あきらが担当。

## 概要
ニンテンドーDSのマイク機能を利用し、息を吹き込むことで、ストーリーが進んだりミニゲームを行ったりする。その他に、クリアしたイベントのシーンをもう一度見ることができる「アルバムモード」など、コレクション機能も充実している。

## ストーリー
主人公・秋峰 響は高校を出た後、自暴自棄な生活を送り、その場限りのアルバイトで暮らす毎日を送っていた。
そんなある日、響は街で不思議な少女・南雲 朱音と出会う。響の吹く口笛に魅了されたと言う彼女は、こっそり彼に付いてきてしまうが、途中危うく何者かに連れ去られそうになってしまう。
結局、朱音を自宅にかくまうことになってしまった響。その日から、2人の奇妙な同棲生活が始まる。

## 主な登場人物
秋峰 響（あきみね ひびき）
21歳。定職には就いておらず、頼まれて笛や楽器を演奏する「吹き屋稼業」というアルバイトをして暮らしている。どんな楽器でも担当できるが、何故かフルートだけは吹こうとはしない。
南雲 朱音（なぐも あかね）
- 声：能登麻美子

響が出会った不思議な少女。実は売れっ子の天才歌手だが、あることが原因で、歌を歌うことができなくなってしまう。やや天然ボケなところがある。
柊 美音（ひいらぎ みおん）
- 声：井上麻里奈

15歳。朱音と同じ事務所に所属する少女。通称「メガツンアイドル」（メガトン級のツンデレの意味）。朱音を姉のように慕いつつも、自分では彼女の人気には到底及ばないことに葛藤を感じている。
安堂 美佐（あんどう みさ）
- 声：進藤尚美

たった一人で、朱音と美音を育て上げた芸能事務所の女社長。芸能界の厳しさを人一倍知っており、その中で朱音や美音が成功できるように、陰ながら見守っている。
連声 貫司（れんじょう かんじ）
- 声：松原大典

響の悪友。響に「吹き屋」の仕事を紹介したりする。ノリのいい陽気な性格だが、情に厚い面もある。
佐藤（さとう）
- 声：真殿光昭

響がバイト先で出会う同僚の中年。朱音が去った後失意の底にあった響を励まし、彼に「その涙が嘘にならないように頑張れ」と発破をかける。ある人物と元は夫婦関係であった。